# Tuntenhaus (Berlin)

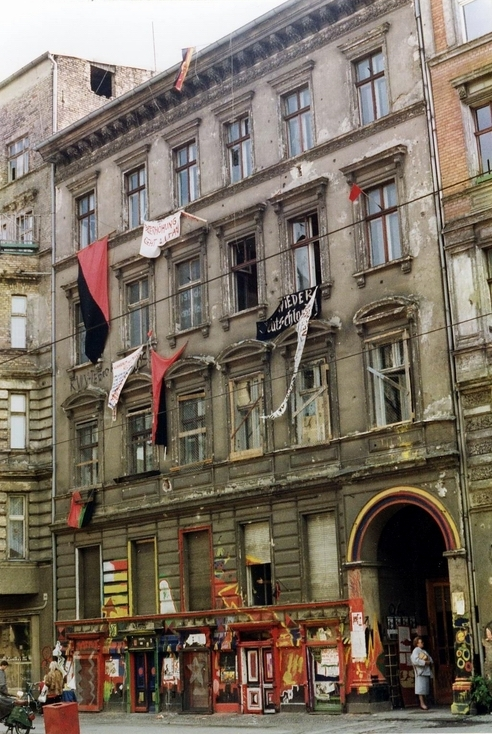
La maison du numéro 86 la Kastanienallee en juin 1990.

La Tuntenhaus (litt : « maison des tantes/tata/tapettes ») est un projet de logement communautaire homosexuel berlinois débuté dans les années 1980. Plusieurs fois expulsé, le squat s'est finalement implanté au numéro 86 de la Kastanienallee, dans le quartier de Prenzlauer Berg à Berlin.

## Histoire

La première Tuntenhaus, à Bülowstraße 55 (1981–1983), photo prise en 2022.

### 1981–1983
Depuis les années 1970, et en particulier depuis la Tuntenstreit de 1973, l'insulte « Tunte » (litt : tantes/tata/tapettes) est revalorisée dans les milieux gay radicaux berlinois, notamment par des tantes célèbres comme l'actrice Ovo Maltine, qui s'approprie le terme avec assurance.
La première Tuntenhaus berlinoise est fondée dans ce contexte le 12 février 1981, au numéro 55 de la Bülowstraße, dans le quartier de Schöneberg. Elle est habitée principalement par des hommes gays radicaux et est formée de logements partagés rénovés et agrandis par ces derniers. Cette première Tuntenhaus entretient des liens étroits avec les mouvements de libération homosexuelle ouest-berlinois dont l'Homosexuelle Aktion Westberlin. En décembre 1983, la maison est finalement évacuée et, peu de temps, après partiellement démolie.

### 1990

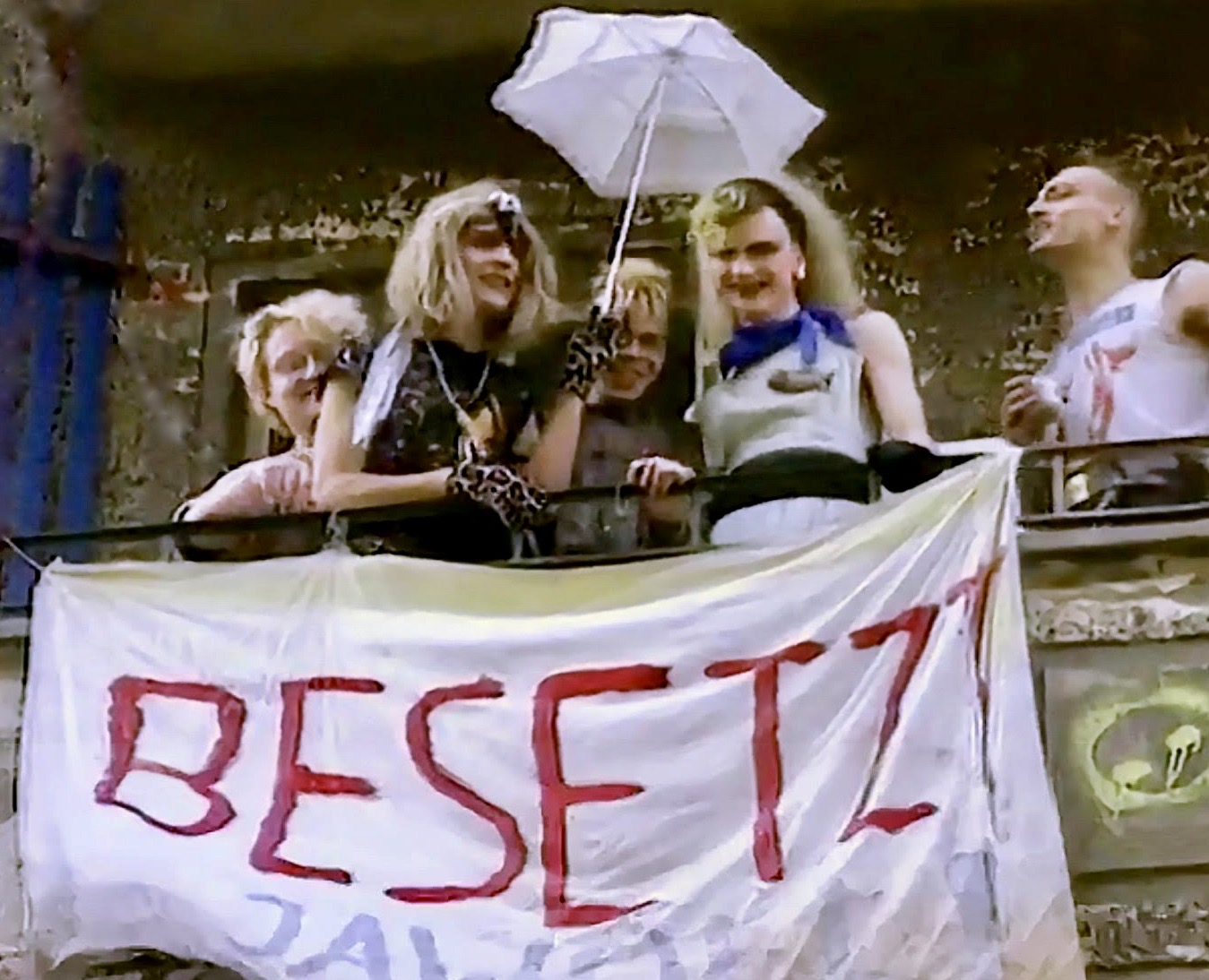
Apparition de certains de ses membres au balcon de la Tuntenhaus de Mainzer Straße, à l'été 1990.

Le projet de Tuntenhaus continue en 1990 avec le Forellenhof, dans le quartier de Friedrichshain. C'est l'une des premières maisons occupées de la Mainzer Straße. Une trentaine d'hommes gays s'y installent après l'avoir rénovée. Le documentaire Battle of Tuntenhaus de la réalisatrice américaine Juliet Bashore donne un aperçu de la vie du lieu à cette époque.
En novembre 1990, le squat est, comme le reste de la Mainzer Straße, expulsé après de violents affrontements entre la police et des groupes autonomes. Un second documentaire réalisé par Juliet Bashore, Tuntenhaus-Update, relate la vie des anciens résidents après l'expulsion.

### Après 1990
Après l'expulsion de la Mainzer Straße, un grand nombre de résidents emménage dans l'aile arrière du numéro 86 de la Kastanienallee, dans le quartier de Prenzlauer Berg. Si cette Tuntenhaus est moins orientée politiquement, de nombreux résidents participent à des initiatives politiques autonomes telles que le « gay Antifa », le magazine Tuntentinte né des rencontres Homoland, ou le bar punk H-bar. Le Hoffest, un festival annuel local, y est également organisé.
La maison est expulsée par l'Administration municipale du logement en RDA, avant d'être à nouveau occupée après la réunification. Des contrats de location sont ensuite conclus avec la Société de logement de Prenzlauer Berg (aujourd'hui Gewobag), qui devient responsable du bâtiment.

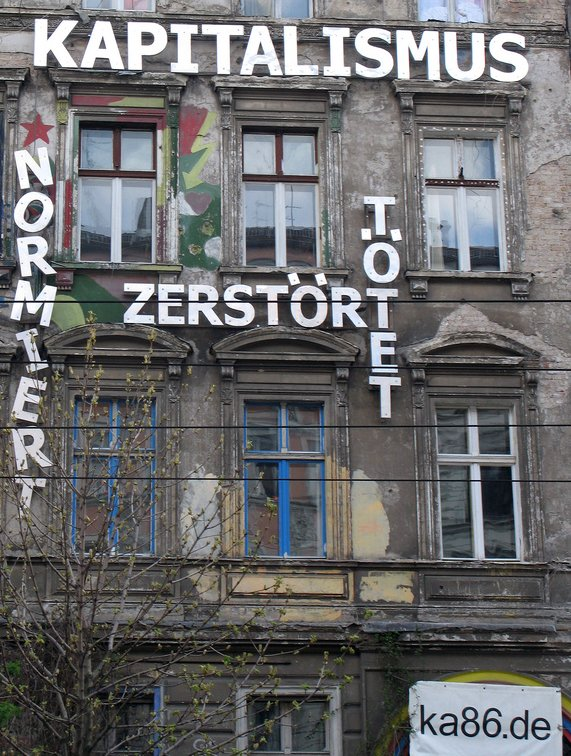
Lettrage sur la façade de la maison.

Alors que la Tuntenhaus est située dans l'aile arrière du bâtiment, des projets non commerciaux sont créés dans l'aile avant : la Galerie Walden, un point de distribution de nourriture (similaire à la Tafel) et un magasin gratuit.
La Tuntenhaus est considérée comme l'une des dernières institutions à ne pas avoir été affectées par la gentrification de la Kastanienallee. Après son rachat en 2004, les trois nouveaux propriétaires — Brauner, Witte et Schlothauer — décident de rénover la maison. Les habitants du 86 de la Kastanienallee protestent contre les augmentations de loyer et les changements de conditions de vie liés à ce rachat lors de plusieurs rassemblements. Ils installent également une enseigne lumineuse sur laquelle est écrit : « Le capitalisme normalise, détruit, tue ».
En mars 2024, un accord d'achat est annoncé pour la Tuntenhaus. Les résidents et les sympathisants appellent le district de Pankow à utiliser son droit de préemption pour préserver le bâtiment, ce qu'il fait en mai de la même année. La maison est vendue à la fondation Edith Maryon, qui s'engage à préserver des logements abordables sur le long terme.

## Projets similaires
Plusieurs établissements similaires existent en parallèle : la Tuntenhaus de Brême, la Tuntenhaus « DerDieDas » à Berne ou la Tantenhaus gay et lesbienne de Genève. De nombreux squats, composés en majorité d'hommes ou de femmes homosexuelles, des Wagenplatz et des projets de logements queer-punk comme le Schwarzer Kanal (à la lisière de Treptow et de Neukölln à Berlin) s'approchent également dans leurs formes des Tuntenhaus berlinoises.

### Filmographie
- Juliet Bashore : The Battle of Tuntenhaus . Documentaire en deux parties (1991 et 1993), 46 minutes.